# Nosoczub szmaragdowy
Nosoczub szmaragdowy (Calyptomena viridis) – gatunek małego, skrytego ptaka z rodziny nosoczubów (Calyptomenidae). Występuje na Półwyspie Malajskim, Sumatrze, Borneo i sąsiednich wyspach. Wyróżnia się 3 podgatunki. Jest bliski zagrożenia.

## Morfologia

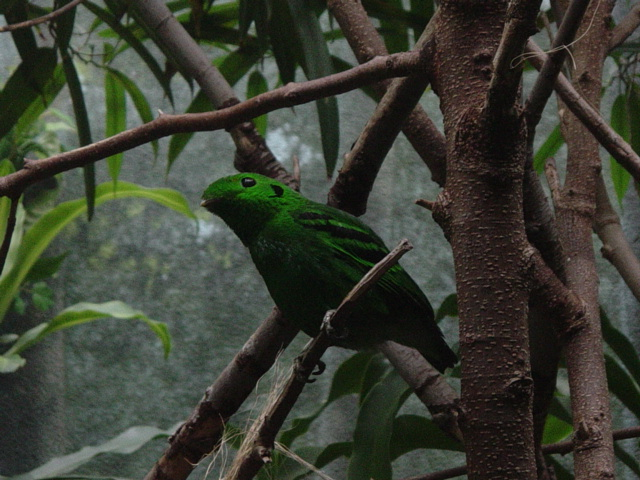
Samiec

WyglądSzare nogi i dziób. Ma krótki ogon. Jest cały zielony, przy czym samiec bardziej intensywnie. Oczy są duże, u samca za każdym jest czarna plamka, a na skrzydłach mieszczą się 3 czarne paski. Lotki są czarne. Krótki dzióbek jest prawie niewidoczny pod zielonym pęczkiem piór (zwłaszcza u samca). Ma zaokrąglone skrzydła o szerokiej podstawie. Sprawia wrażenie napuszonego.
Wymiary
- długość ciała: 14–17 cm
- rozpiętość skrzydeł: 30 cm
- masa ciała: 57 g

## Podgatunki i zasięg występowania
Wyróżnia się 3 podgatunki C. viridis:
- C. v. caudacuta Swainson, 1838 – południowa Mjanma, południowo-zachodnia Tajlandia i Półwysep Malajski
- C. v. viridis Raffles, 1822 – nosoczub szmaragdowy[3] – Borneo, Sumatra i sąsiednie wyspy
- C. v. siberu Chasen & Kloss, 1926 – nosoczub kusy[3] – Wyspy Mentawai (na zachód od Sumatry)

Proponowany podgatunek C. v. continentis Robinson & Kloss, 1923 uznany za nieodróżnialny od C. v. caudacuta.

## Ekologia i zachowanie
BiotopLasy deszczowe.
ZachowanieUkrywa się głęboko w lesie. Zazwyczaj widywany w parach albo małych grupach.
GłosWabienie to miękki, perlisty trel. Wydaje także gwizdy oraz inne dźwięki o intensywnym brzmieniu.
PokarmOwoce, w szczególności figi, a także niektóre bezkręgowce.
LęgiNajprawdopodobniej 1 lęg w sezonie. Gniazdo jest zbudowane z włókien roślinnych. Ma kształt odwróconej butelki z wejściem z boku, zwisa z gałęzi. Składa 1–3 jaja i wysiaduje je 17 dni. Pisklęta potrafią latać po 22–23 dniach.

## Status
IUCN od 2000 uznaje nosoczuba szmaragdowego za gatunek bliski zagrożenia (NT – Near Threatened); wcześniej, od 1988 był klasyfikowany jako gatunek najmniejszej troski (LC, Least Concern). Liczebność populacji nie została oszacowana, ale ptak ten opisywany jest jako dość pospolity, lokalnie pospolity. Trend liczebności populacji uznawany jest za spadkowy ze względu na utratę siedlisk.